# Console (meuble)
Pour les articles homonymes, voir Console.
 (mars 2016).
Si vous disposez d'ouvrages ou d'articles de référence ou si vous connaissez des sites web de qualité traitant du thème abordé ici, merci de compléter l'article en donnant les références utiles à sa vérifiabilité et en les liant à la section « Notes et références ».

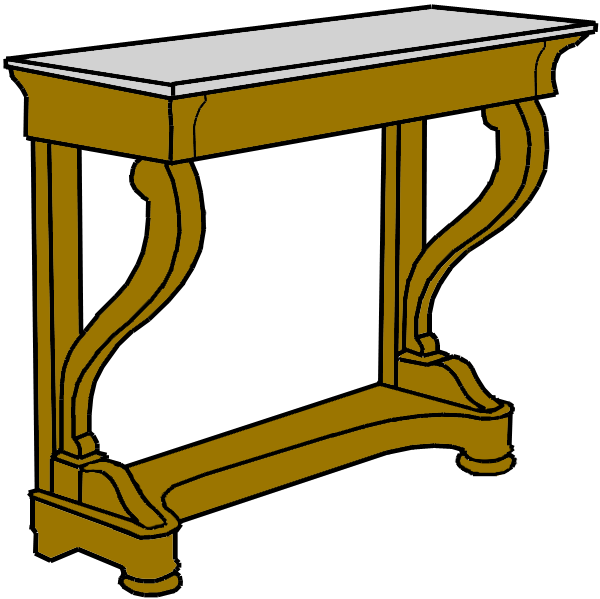
Exemple de console

Une console, en ameublement, est une sellette ou tablette (petite table)  étroite placée contre un mur.
Généralement placées le long des murs, une tablette unique d’une largeur maximale de 40 centimètres, les consoles sont destinées à recevoir en dépôt divers objets de façon permanente ou momentanée (lampe, photos, ornements divers, clés d’appartement et de voiture, courrier, etc.).

## Histoire
Autrefois, la console recevait les plats et divers aliments qui y étaient posés en attente d’être servis, avant d'être remplacée par le service au guéridon.[réf. incomplète] Les consoles sont le plus souvent fixées au mur et le piétement n’est qu’un appui au sol ou un élément assurant le maintien de la tablette. Ce n’est pas un meuble fermé comme la commode qui a son appui sur quatre pieds.

## Types
- Position basse : Placé à la hauteur d’une table, voire plus haut, le côté plat contre le mur, l’autre face peut être arrondie ou droite selon les modes et le style :
  - Le piétement peut être unique ou double, la tablette étant fixée au mur ;
  - quatre pieds recourbés en volute vers l’intérieur pour le style Empire ;
  - quatre pieds droits pour le style moderne.

- Position haute : c’est une petite étagère placée à hauteur d’homme, autrefois destinée à recevoir une petite lampe, une bougie, etc.

- À partir du  XVIIIe siècle, la console désigne un petit meuble déplaçable appelé jusque-là « pied ou bas de trumeau » d'un tableau de peinture. Elle est composée d'une tablette assemblée par deux ou quatre pieds par une entretoise ornementale.

## Galerie

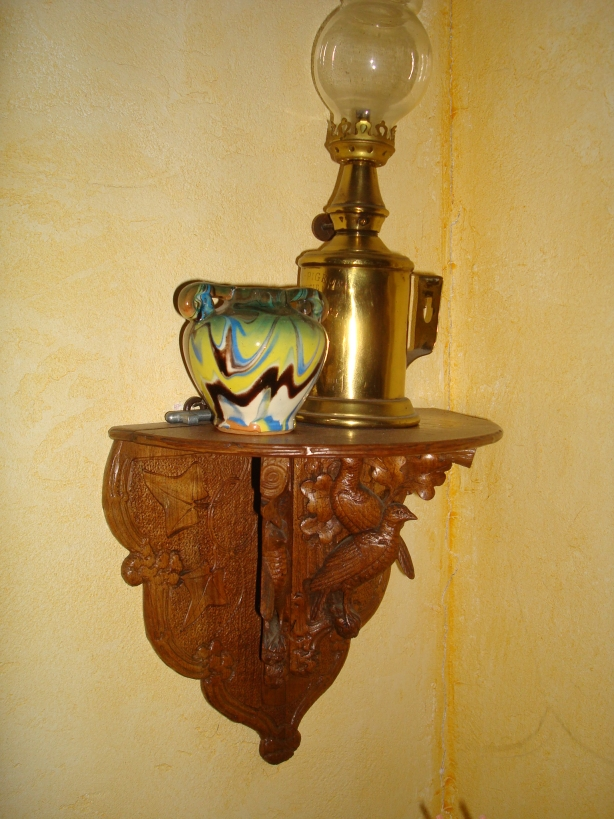
Console haute.
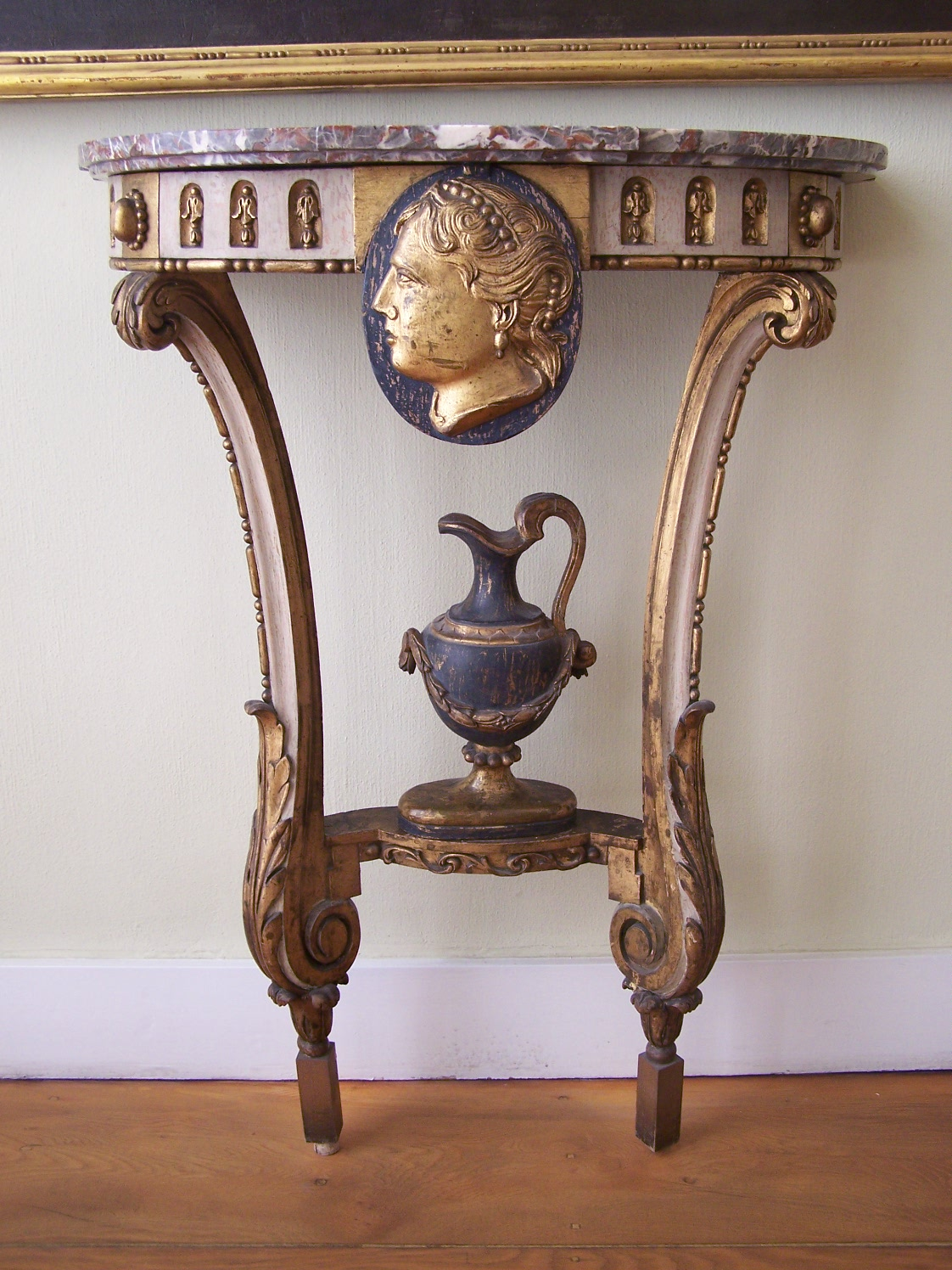
Meuble console de style Directoire.